# 铁里脱欢
铁里脱欢（?—?），元朝大臣，又作帖里脱欢，元武宗时中书参知政事。
元成宗大德七年（1303年），奉命宣抚两浙、江东。元武宗至大二年（1309年），十月丁丑，辽阳行省平章政事合散为左丞相、行中书平章政事，中书参知政事伯都为平章政事、行中书右丞，商议中书省事忽都不丁为右丞、行中书左丞，铁里脱欢和贾钧由参议中书省事转任参知政事。。至大四年（1311年），元武宗驾崩，元仁宗即位，罢任参知政事。